# Врх-Бродський
Врх-Бродський (хорв. Vrh Brodski) — населений пункт у Хорватії, у Приморсько-Горанській жупанії у складі громади Скрад.

## Населення
Населення за даними перепису 2011 року становило 0 осіб.
Динаміка чисельності населення поселення: